# Bilon (raper)
Bilon, właśc. Maciej Bilka (ur. 4 marca 1977 w Warszawie), znany również jako Bilet, BPP, Bilka i Bilon Prosty Przewodnik – polski raper, a także przedsiębiorca. Maciej Bilka znany jest przede wszystkim z wieloletnich występów w formacji Hemp Gru. Współtworzy także kolektyw DIIL Gang i JLB.
Raper wystąpił gościnnie na płytach takich wykonawców jak: Fundacja nr 1, Instynkt, Paluch, Jasiek MBH i Pono. Poza działalnością artystyczną prowadzi sieć sklepów odzieżowych Hemp Szop. Od 2014 roku jest także właścicielem baru szybkiej obsługi w Warszawie. W 2015 roku lokal został wyróżniony nagrodą miesięcznika Warsaw Insider – Best of Warsaw Food & Drinks Awards.
Ma córkę Katarzynę.

## Dyskografia
Albumy solowe
| Tytuł | Dane dot. albumu                          |
| ----- | ----------------------------------------- |
| 3xNie | - Data: 29 maja 2015 - Wydawca: Hemp Rec. |

Inne
| Album                                      | Rok  | Utwór                                                               | Źródło |
| ------------------------------------------ | ---- | ------------------------------------------------------------------- | ------ |
| WWO – Witam was w rzeczywistości           | 2005 | „Nienawiść obróć w siłę” (gościnnie: Kali, Mercedresu, Pono, Bilon) | [ 13 ] |
| Pono – Tak to widzę                        | 2006 | „Policyjne miasto” (gościnnie: Fred, Bilon)                         | [ 14 ] |
| Prosto Mixtape Deszczu Strugi (kompilacja) | 2006 | Sokół, Bilon – „Podnieś”                                            | [ 15 ] |
| Paluch – Biuro ochrony rapu                | 2007 | „Kryminalna gra” (gościnnie: Bilon, Dj Hen)                         | [ 16 ] |
| SSDI – Koneksje miejskie                   | 2008 | "Precz, precz!” (gościnnie: Bilon)                                  | [ 17 ] |
| Fundacja nr 1 – Poste restante             | 2009 | „Uważaj dzieciak” (gościnnie: Dyzio, Bilon, Hazzidy)                | [ 18 ] |
| Instynkt – Kto ma ten przetrwa             | 2010 | „Ryzyk fizyk” (gościnnie: Lukasyno, Bilon)                          | [ 19 ] |
| Jasiek MBH – Nazwij to jak chcesz          | 2011 | „Jeden moment” (gościnnie: Bilon)                                   | [ 20 ] |
| Tadek – Niewygodna prawda                  | 2012 | „Myśl samodzielnie” (gościnnie: Bilon, Hazzidy)                     | [ 21 ] |
| Drużyna mistrzów (kompilacja)              | 2012 | Tadek, Bilon, Hudy HZD – „Myśl samodzielnie”                        | [ 22 ] |
| Kacper, Fuso – Ghetto Sound                | 2012 | „Bomboclat” (gościnnie: Dawidzior, Bilon)                           | [ 23 ] |
| Dixon37 – O.Z.N.Z. (Od zawsze na zawsze)   | 2013 | „Nie zwariować” (gościnnie: Lukasyno, Bilon)                        | [ 24 ] |
| Jongmen – Kontrapunkt                      | 2014 | „Jestem gotów” (gościnnie: BRZ, Bilon)                              | [ 25 ] |
| Prosto Mixtape IV (kompilacja)             | 2015 | Sokół, Marysia Starosta, Bilon – „Zepsute miasto Prosto Remix”      | [ 26 ] |

## Teledyski
| Tytuł                                                                    | Rok  | Reżyseria/Realizacja                       | Album                          | Źródło |
| ------------------------------------------------------------------------ | ---- | ------------------------------------------ | ------------------------------ | ------ |
| „Sierpniowe niebo”                                                       | 2013 | Jacek Kościuszko                           | 3xNie                          | [ 27 ] |
| „Niech nikt” / „Mistrz”                                                  | 2015 | –                                          | 3xNie                          | [ 28 ] |
| „W konspiracji”                                                          | 2015 | –                                          | 3xNie                          | [ 29 ] |
| „Kolumbowie”                                                             | 2015 | Piotr Zgoła, Krystian Szczęsny             | –                              | [ 30 ] |
| „110%” (oraz Szwed)                                                      | 2016 | Unlimited Film Operations, Łukasz Borzęcki | –                              | [ 31 ] |
| „Inwazja” (oraz Szwed)                                                   | 2016 | –                                          | –                              | [ 32 ] |
| „Moje szczęście” (oraz Szwed)                                            | 2016 | Unlimited Film Operations, Łukasz Borzęcki | –                              | [ 33 ] |
| Gościnnie                                                                |      |                                            |                                |        |
| Kacper – „Bomboclat” (gościnnie: Bilon, Dawidzior)                       | 2012 | 9liter                                     | Ghetto Sound                   | [ 34 ] |
| Dixon37 – „Nie zwariować” (gościnnie: Lukasyno, Bilon)                   | 2013 | ML Filmz                                   | O.Z.N.Z. (Od zawsze na zawsze) | [ 35 ] |
| Jongmen – „Jestem gotów” (gościnnie: BRZ, Bilon)                         | 2014 | DIIL.TV                                    | Kontrapunkt                    | [ 36 ] |
| Steel Banging – „Nie zatrzymasz mnie” (gościnnie: Lukasyno, Bilon, KęKę) | 2015 | CS Video                                   | Dwie strony świata             | [ 37 ] |
| Inne                                                                     |      |                                            |                                |        |
| Sobota, Bonson, Bilon, Anna Karwan, Kieru, Wini, Matheo – „Trzy korony”  | 2016 | Maciej Kawulski                            | –                              | [ 38 ] |

## Filmografia
| Tytuł         | Rok  | Uwagi                                                                                 | Źródło |
| ------------- | ---- | ------------------------------------------------------------------------------------- | ------ |
| "Ziomek”      | 2006 | rola dubbingowana, 2006, serial animowany, reżyseria: Laurent Nicolas                 | [ 39 ] |
| "Jeż Jerzy”   | 2011 | jako więzień-głos, 2011, film animowany, reżyseria: Wojtek Wawszczyk, Jakub Tarkowski | [ 40 ] |
| „Tacy jak my” | 2016 | jako on sam, film dokumentalny, reżyseria: Piotr Mularuk, Maria Siniarska             | [ 41 ] |